# Fills Monkey
Les Fills Monkey est un groupe de musique humoristique français. Formé en 2005, il est composé de Sébastien Rambaud et de Yann Coste.

## Biographie

### Débuts (2005—2009)
Le duo est composé de Yann Coste et Sébastien Rambaud qui se rencontrent en 2005 lors d'une master class organisée par une marque de batterie. Yann Coste a joué pour Anaïs et dans les groupes The Marcel Bellucci Quartet, Prohom, DOPPLeR (noise/hardcore), Testikul Atrophy et No One Is Innocent. Sébastien Rambaud a joué pour JMPZ,.
Le nom du groupe est composé de « Fills », qui est en langage technique la libre interprétation des roulements, et de « monkey » qui signifie « singe » en anglais. Les deux batteurs confirmés jouent dans un registre technique et humoristique, mêlant jonglages, rythmes, percussions, et clowneries. Ils décident de s'amuser et d'amuser les participants en intégrant des gags, ce qui tranche avec le milieu des exhibitions de batteurs, un peu trop sérieux à leur goût,. Pour leur premier spectacle, ils sont produits par Claude François Jr., gérant de Flèche Productions.

### Incredible Drum Show(2010—2017)
En 2009, ils montent un spectacle tout public et le testent lors de différentes manifestations autour de la batterie. C'est en 2010 qu'ils le nomment Incredible Drum Show. Ils font appel à Gil Gaillot, metteur en scène pour finaliser leur spectacle qu'ils interprètent au Sentier des Halles et dans toute la France, jusqu'à fin juin 2013.
Incredible Drum Show est un spectacle de batterie ludique mêlant musique et théâtre, jonglerie et mime, virtuosité et humour. Ils jouent tantôt en duo et tantôt en duel. Dans leur spectacle tout objet est propice à percussion. Les baguettes peuvent être remplacées par des raquettes de tennis ou des tubes en plastique. Le duo ne s'exprimant qu'en onomatopées rythmiques, cela en fait un spectacle universel. En octobre 2016, le duo fait une démo de son spectacle sur le plateau de Quotidien.

### We Will Drum You(depuis 2018)
Fort du succès de leur premier spectacle, le duo revient sur scène en 2018 avec un tout nouveau spectacle créé pour l'international We Will Drum You. Ils s'associent avec le metteur en scène canadien Daniel Brière pour créer un spectacle qui mise davantage sur les jeux de lumières, les images vidéo et les effets spéciaux que sur la musique pure et le comique burlesque. Ce spectacle conserve ce qui fait l'ADN des Fills Monkey : l'humour associé à la batterie. La batterie est encore plus présente que les deux premières avec pas moins de 50 éléments. Mais ce qui le distingue du premier spectacle est une mise en scène complètement différente : la poésie et la magie font leur entrée en scène.
Le duo introduit la technologie et fait quelques clin d'oeil à la pop culture dans son interprétation mais garde tout de même une part de fondamental avec l'utilisation d'un batteur de cuisine qui rappelle la scie sauteuse du premier opus,. Comme pour leur premier spectacle, ils font une démo de leur nouveau spectacle sur le plateau de Quotidien. Les Fills Monkey se produisent octobre 2019 au Bataclan.
Fills Monkey est annoncé pour un nouveau show pour le 17 décembre 2021 à L'Usine d'Istres, mais la date sera reportée au vendredi 11 mars 2022.

## Scènes et représentations
- 2012 : festival Juste pour rire[15],[16]
- 2012 : Zoofest, Fills Monkey sacré révélation Zoofest 2012[17]
- 2013 : première partie de Patrick Bruel au Zénith de Paris
- 2013 : 26 représentations au Théâtre la Luna lors du Festival OFF d'Avignon du 6 au 31 juillet 2013[18],[19]
- 2013 : première partie de Christophe Maé au Palais des sports de Paris
- 2013 : participent à Vivement dimanche de Michel Drucker pour un numéro consacré à Muriel Robin[20].
- 2014 : passage en direct sur Beijing TV pour le Nouvel An chinois
- 2014 : Marrakech du rire 2014
- 2015 : participent au jeu Tout le monde joue avec la mémoire le 21 avril 2015 sur France 2
- 2016 :  Marrakech du rire 2016